# Estación Villaguay Central
Villaguay Central es una estación de ferrocarril ubicada en la ciudad de Villaguay en el Departamento Villaguay, Provincia de Entre Ríos, República Argentina

## Servicios
Pertenece al Ferrocarril General Urquiza, de la red ferroviaria argentina, en el ramal que une las estaciones de Villaguay Este y ésta. 

## Ubicación
Se encuentra precedida por la Villaguay Este, de los ramales de Basavilbaso a Concordia Central y de Federico Lacroze a Posadas